# Jelena Matijewska
Jelena Giennadijewna Matijewska (ros. Елена Геннадьевна Матиевская; ur. 8 marca 1961 w Mińsku) – radziecka wioślarka, srebrna medalistka olimpijska i trzykrotna medalistka mistrzostw świata.

## Kariera
Wystąpiła na igrzyskach olimpijskich w Moskwie w 1980, gdzie osada ZSRR w składzie: Antonina Pustowit, Jelena Matijewska, Olga Wasilczenko, Nadieżda Lubimowa, Natalja Kazak i Nina Czeriemisina (sternik) zdobyła srebrny medal w czwórkach podwójnych ze sternikiem. W finale uplasowały się o 0,41 sekundy za osadą NRD. Był to jej jedyny start olimpijski. 
Ponadto w czwórkach ze sternikiem zdobywała złote medale na mistrzostwach świata w Bledzie (1979), mistrzostwach świata w Monachium (1981), mistrzostwach świata w Lucernie (1982) i mistrzostwach świata w Duisburgu (1983).
Po zakończeniu kariery wyjechała do USA.